# Swear It Again
"Swear It Again" là đĩa đơn đầu tiên của ban nhạc người Ireland Westlife, được trích từ album đầu tiên của nhóm có tên Westlife. Bài hát đã đạt vị trí quán quân ở Vương quốc Anh, bán được 182.000 bản trong hai tuần đầu tiên phát hành.
Cho đến nay, đây là đĩa đơn duy nhất của Westlife đã lọt vào các bảng xếp hạng ở Hoa Kỳ, đạt vị trí 20 trên Billboard Hot 100. Bài hát đã được thể hiện trực tiếp trong Miss Teen USA 2000.
Hiện tại, đĩa đơn đã bán được khoảng 365.000 bản ở Anh và Hoa Kỳ, đạt được vị trí 2 trên Billboard Single Sales Chart Hoa Kỳ và được chứng nhận Vàng ở đó.
Một EP cũng đã được phát hành tại châu Á. "Until the End of Time", một track trong EP, đã được phát hành chính thức làm đĩa đơn chỉ ở Đài Loan và Bỉ.

## Danh sách track

#### CD1 Anh
1. "Swear It Again" (Radio Edit) - 4:04
2. "Forever" - 5:05
3. CD-Rom (Phỏng vấn & các Video Clip)

#### CD2 Anh
1. Swear It Again (Radio Edit) - 4:04
2. Swear It Again (Rokstone Mix) - 4:07
3. Phỏng vấn Ronan Keating - 3:36

### CD Úc
1. "Swear It Again" (Radio Edit) - 4:04
2. "Sweat It Again" (Rokstone Mix) - 4:07
3. "Forever" - 5:05
4. Phỏng vấn Ronan Keating - 3:36
5. Enhanced Section (Phỏng vấn và các Video Clip)

### EP châu Á
1. "Swear It Again" (Radio Edit) - 4:04
2. "Until the End of Time" - 3:12
3. "Let's Make Tonight Special" - 4:57
4. "Don't Calm the Storm" - 3:47
5. "Forever" - 5:05
6. "Everybody Knows" - 4:09
7. Phỏng vấn Ronan Keating - 3:36

### CD Mỹ
1. "Swear It Again" (Radio Edit) - 4:04
2. "My Private Movie" (Snippet)
3. "I Don't Wanna Fight" (Snippet)
4. "Can't Lose What You Never Had" (Snippet)
5. "Flying Without Wings" (Snippet)

## Xếp hạng
| Bảng xếp hạng                      | Vị trí cao nhất |
| ---------------------------------- | --------------- |
| Australian Singles Chart           | 12              |
| Belgian Singles Chart              | 10              |
| Canadian Singles Chart             | 21              |
| Irish Singles Chart                | 1               |
| Dutch Top 40                       | 27              |
| New Zealand Singles Chart          | 1               |
| Swedish Singles Chart              | 12              |
| Swiss Singles Chart                | 25              |
| UK Singles Chart                   | 1               |
| UK Radio Airplay Chart             | 8               |
| U.S. Billboard Hot 100             | 20              |
| U.S. Billboard Adult Contemporary  | 22              |
| U.S. Billboard Singles Sales Chart | 2               |
| U.S. Billboard Top 40 Tracks       | 38              |

| Quốc gia       | Vị trí |
| -------------- | ------ |
| Bỉ (Flanders)  | 62     |
| Hoa Kỳ         | 75     |
| Vương quốc Anh | 46     |
| Úc             | 79     |

## Thời gian phát hành
| Khu vực        | Ngày                |
| -------------- | ------------------- |
| Vương quốc Anh | 12 tháng 4 năm 1999 |
| Hoa Kỳ         | 25 tháng 2 năm 2000 |